# Тит Квінкцій Капітолін Барбат (військовий трибун з консульською владою 405 року до н. е.)
Тит Квінкцій Капітолін Барбат (? — після 405 року до н. е.) — політичний, державний і військовий діяч Римської республіки, військовий трибун з консульською владою 405 року до н. е.

## Життєпис
Походив з патриціанського роду Квінкціїв. Син Тита Квінкція Капітоліна Барбата, консула 421 року до н. е. Про життя мало відомостей. 
У 405 році до н. е. його обрано військовим трибуном з консульською владою разом з Гаєм Юлієм Юлом, Авлом Манлієм Вільсоном Капітоліном, Луцієм Фурієм Медулліном, Квінтом Квінкцієм Цинціннатом. На цій посаді з успіхом воював проти міста Вейї. Подальша доля невідома.